# Ікеда Кокі
Кокі Ікеда (3 травня 1998 , Хамамацу, Префектура Шідзуока ) — японський легкоатлет, що спеціалізується на спортивній ходьбі, срібний призер Олімпійських ігор 2020 року.

## Кар'єра
| Рік                | Змагання                                       | Місце проведення   | Місце              | Дисципліна         | Результат          | Примітки           |
| Представник Японія | Представник Японія                             | Представник Японія | Представник Японія | Представник Японія | Представник Японія | Представник Японія |
| ------------------ | ---------------------------------------------- | ------------------ | ------------------ | ------------------ | ------------------ | ------------------ |
| 2018               | Командний чемпіонат світу зі спортивної ходьби | Тайцан, Китай      | 1                  | ходьба на 20 км    | 1:21:13            |                    |
| 2019               | Літня універсіада                              | Неаполь, Італія    | 1                  | ходьба на 20 км    | 1:22:49            |                    |
| 2019               | Чемпіонат світу                                | Доха, Катар        | 6                  | ходьба на 20 км    | 1:29:02            |                    |
| 2021               | Олімпійські ігри                               | Токіо, Японія      | 2                  | ходьба на 20 км    | 1:21:14            |                    |
| 2022               | Командний чемпіонат світу зі спортивної ходьби | Маскат, Оман       | 2                  | ходьба на 20 км    | 1:23:29            |                    |
| 2022               | Чемпіонат світу                                | Юджин, США         | 2                  | ходьба на 20 км    | 1:19:14            |                    |